# カタールとパキスタンの関係
カタールとパキスタンの二国間関係について述べる。パキスタンはドーハに大使館を設置している。カタールはイスラマバードに大使館を設置し、カラチに総領事館を保有している。

## アラブ諸国との影響
二国間関係はパキスタンのアラブ世界との関係に影響されてきた。他の湾岸諸国のように、カタールにも5万人以上のパキスタン人のコミュニティが存在する。彼等は様々な分野で働き、毎年パキスタンに送金している。2010年に起きたパキスタンでの洪水の時は、カタールはパキスタンに適宜援助を行なった。
2017年6月5日に、カタールはサウジアラビア・エジプト・イエメン・アラブ首長国連邦・バーレーンから外交関係の断絶を宣告されたが、パキスタンはこれに同調せず、パキスタン外務省のスポークスマンであるNafees Zakariaは「今のところ我が国とカタールとの関係に何の問題もない、何らかの進展があれば（パキスタンとしての）声明を出す」と述べるに留めた。

## 経済関係
2015年12月に、カタールはパキスタンに160億ドル相当の液化天然ガスを供給する取引に調印した。
先述した、サウジアラビアやエジプトなどによるカタールとの通商禁止や外交関係断絶が継続中にもかかわらず、カタールとパキスタン両国間での貿易への影響は無かった。2018年において両国間の貿易は活発で、その総額は26億ドルと230パーセント超の成長率を記録した。

## 参照
1. ↑  “Pakistan-Qatar relations deep, time tested: Bangash.”.   The Free Library. 2015年1月23日閲覧。
2. ↑  “Khaleej Times Pakistan”. 2017年6月5日閲覧。
3. ↑  Zafar Bhutta (2015年12月13日). “LNG supply: Pakistan inks deal worth $16b with Qatar”.   The Express Tribune. 2015年12月13日閲覧。
4. ↑  “Qatar’s trade surplus hit $52 billion last year, minister says”. CNBC. 2019年3月10日閲覧。